# 台湾蝇子草
台湾蝇子草（学名：Silene morii）是石竹科蝇子草属的植物，为台灣的特有植物。分布于台灣本島，多生长在山地，目前尚未由人工引种栽培。

## 别名
莫尔蝇子草（拉汉种子植物名称）